# Prajnanam Brahma
Prajnanam Brahma (Sanskrit प्रज्ञानम् ब्रह्म Prajñānam Brahma) ist ein Mahavakya aus der Aitareya-Upanishad des Rigvedas.

## Etymologie

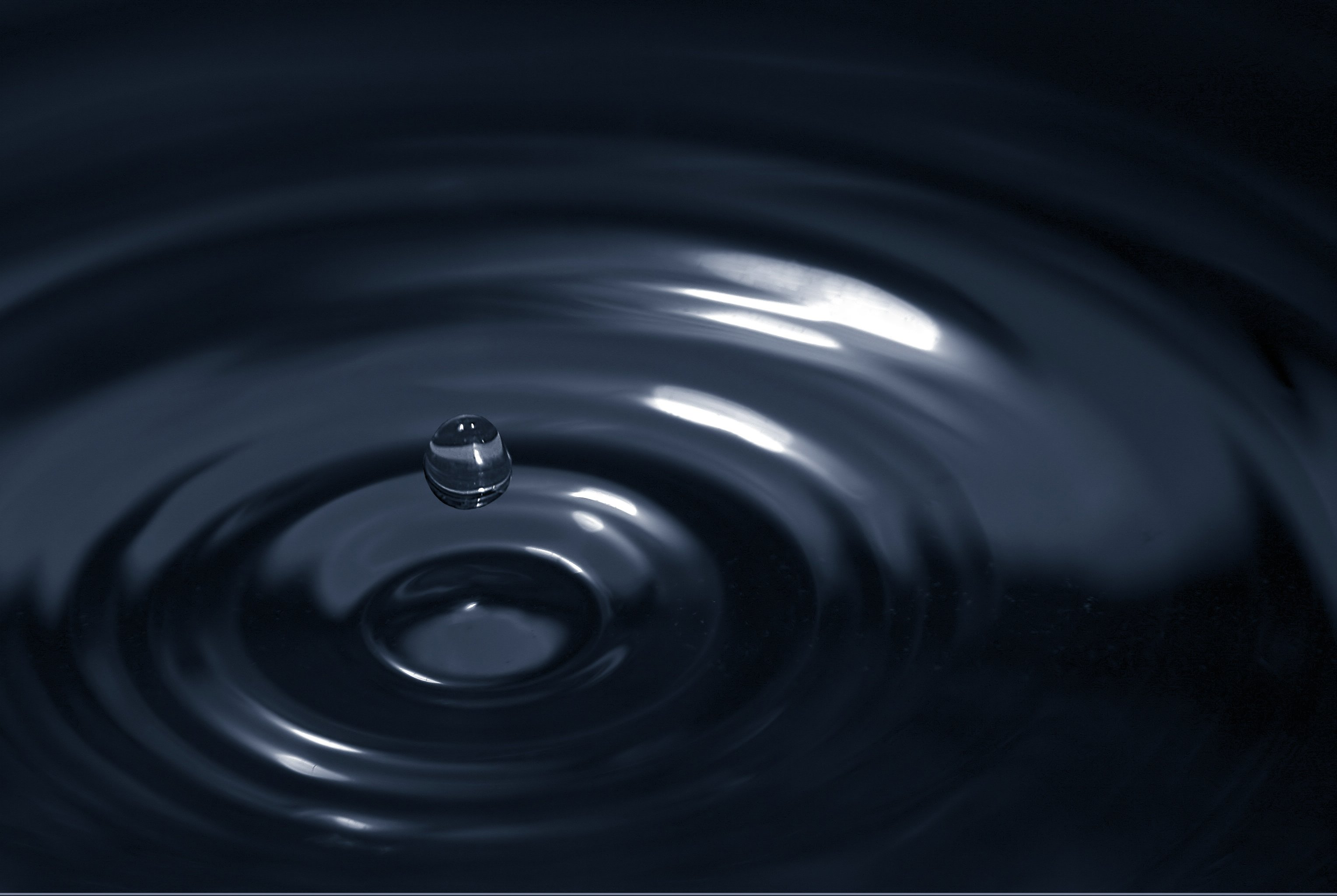
Ein Wassertropfen – eine Analogie für den ins Brahman eintauchenden Atman

Das sächliche Substantiv Prajñānam ist der Nominativ bzw. Akkusativ des Sanskritwortes Prajñāna. Prajñāna ist eine Wortzusammensetzung aus der Vorsilbe pra (प्र – vor, hervor, vorwärts, voran) und dem sächlichen Substantiv Jñāna (ज्ञान – Kennen, Verstehen, Wissen), seinerseits abgeleitet von der Wurzel jñā (ज्ञा – wissen, kennen, bewusst sein). Prajñāna bedeutet somit als Adjektiv wohlbekannt; weise und als Substantiv Wissen, Bewusstsein, Intelligenz, Weisheit. Jñāna wird oft mit Chaitanya gleichgesetzt. Mit Brahma (ब्रह्म) ist hier nicht der Gott Brahmā (ब्रह्मा) gemeint, sondern das Brahman – das Absolute, Grenzenlose und Höchste Wahrheit.

## Vorkommen
Das Mahavakya Prajnanam Brahma erscheint am Ende des dritten Mantras des 3. Adhyayas der Aitareya-Upanishad:

“एष ब्रह्मैष इन्द्र एष प्रजापतिरेते सर्वे देवा इमानि च पञ्चमहाभूतानि पृथिवी वायुराकाश आपो ज्योतींषीत्येतानीमानि च क्षुद्रमिश्राणीव । बीजानीतराणि चेतराणि चाण्डजानि च जारुजानि च स्वेदजानि चोद्भिज्जानि चाश्वा गावः पुरुषा हस्तिनो यत्किञ्चेदं प्राणि जङ्गमं च पतत्रि च यच्च स्थावरं सर्वं तत्प्रज्ञानेत्रं प्रज्ञाने प्रतिष्ठितं प्रज्ञानेत्रो लोकः प्रज्ञा प्रतिष्ठा प्रज्ञानं ब्रह्म ॥ ३ ॥”

„eṣa brahmaiṣa indra eṣa prajāpatirete sarve devā imāni ca pañcamahābhutāni pṛthivī vāyurākāśa āpo jyotīṃṣītyetānīmāni ca kṣudramiśrāṇīva – bījānītarāṇi cetarāṇi cāṇḍajāni ca jārujāni ca svedajāni codbhijjāni cāśvā gāvaḥ puruṣā hastino yatkiñcedaṃ prāṇi jaṅgamaṃ ca patatri ca yacca sthāvaraṃ sarvaṃ tatprajñānetraṃ prajñāne pratiṣṭhitaṃ prajñānetro lokaḥ prajñā pratiṣṭhā prajñānaṃ brahma“

„Er ist Brahman, er ist Indra, er is Prajapati. Er ist all diese Gottheiten. Er ist die fünf Hauptelemente – Erde, Luft, Raum, Wasser, Licht. Er ist alle Kleinlebewesen und all die aus Samen hervorgegangenen Pflanzen. Er ist der Ursprung der aus einem Ei und einem Mutterleib Geborenen, aus Schweiß und aus Schößlingen Hervorgegangenen. Er ist Pferde, Kühe, Menschen, Elefanten und alles was atmet – ob auf Gliedmaßen sich fortbewegend, in den Lüften fliegend oder bewegungslos. Sie alle werden von Bewusstsein geleitet und von Bewusstsein getragen. Bewusstsein ist das Fundament des Universums. Bewusstsein ist Brahman (prajñānaṃ brahma).“

Der dritte Adhyaya der Aitareya-Upanishad erörtert die Natur des Atmans. Der Mensch zeichnet sich durch Chaitanya (चैतन्य – Bewusstsein) aus. Chaitanya ist der Ursprung aller Gottheiten, aller intellektuellen und moralischen Theorien und auch sämtlicher Lebewesen. Der Schlüssel zum Rätsel des Universums liegt gemäß der Upanishade in dessen eigener Grundlage. Daher muss ein jeder sich erst selber kennen, um zu einem Verständnis des Universums vordringen zu können. So wie du bist werde unsterblich ! rät die Upanishade.

## Deutungen
Die hauptsächliche Deutung des Mahavakyas lautet Prajñānam (Substantiv) ist Brahman (adjektivisch). Somit Bewusstsein ist absolut grenzenlos. In manchen Übersetzungen findet sich aber auch die entgegengesetzte Reihenfolge Brahman (Substantiv) ist Prajñānam (adjektivisch), d. h. die höchste Wahrheit ist voller Wissen und bewusst.
Hierzu erklärt Bhagirathi Sahu:

„Prajñānam iti Brahman – voller Weisheit ist das Selbst. Prajñānam bezieht sich auf die intuitive Wahrheit, die mittels des Verstandes verifiziert oder überprüft werden kann. Es handelt sich hier um eine höhere Verstandesfunktion, die das Sat (existentielle Wahrheit) in der Triade Sat-Chit-Ananda (existenzielle Wahrheit-Bewusstsein-Glückseligkeit) etabliert. Eine wahrlich weise Person ist als Prajna bekannt, da sie im Brahman verankert ist und hiermit einen lebenden Beweis für das vedische Mahavakya Prajñānam iti Brahman liefert.“

Und laut David Loy:

„Das Wissen um Brahman stellt keine intuitive Erfahrung Brahmans dar, sondern ist vielmehr Brahman selbst.“